# Việt gian

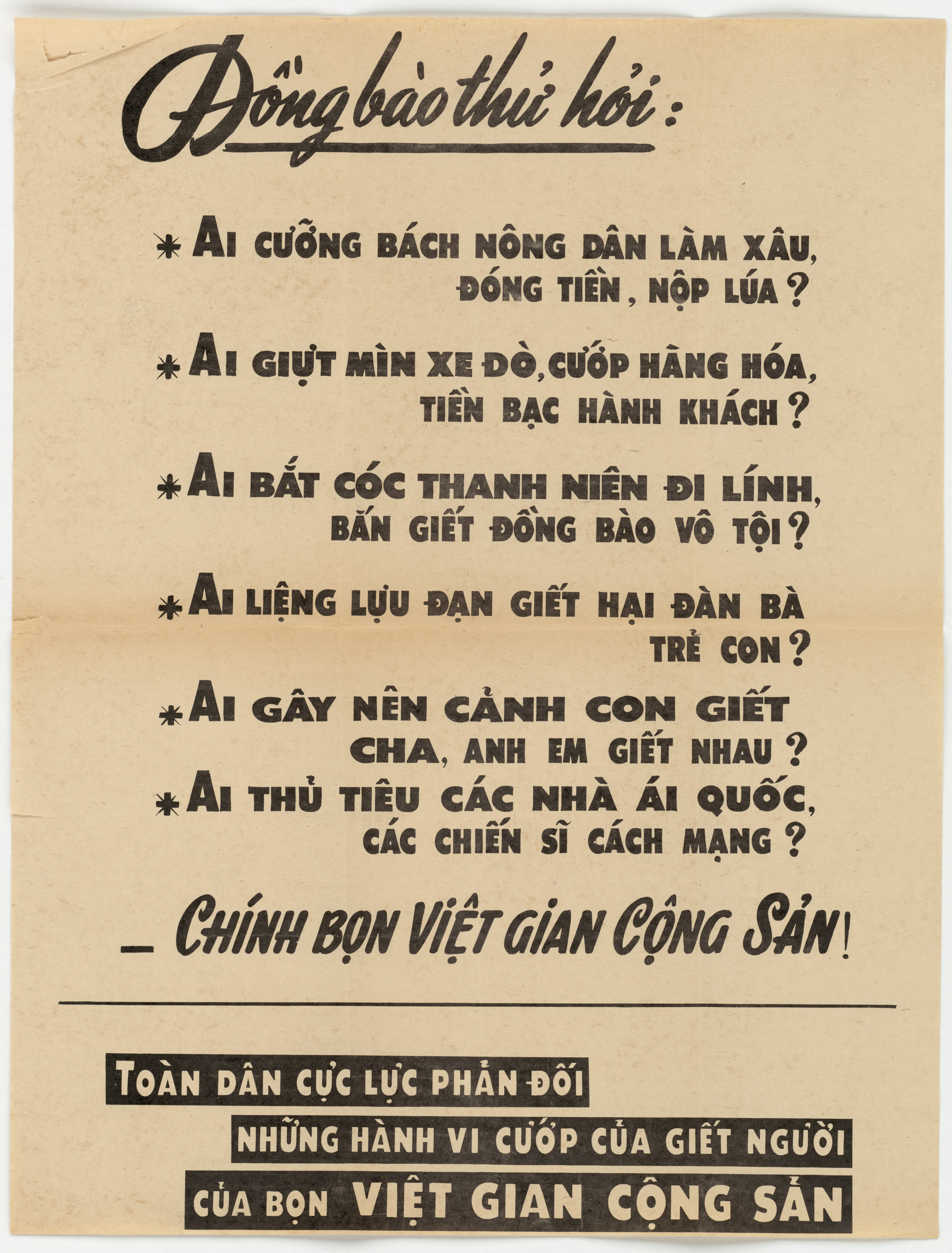
Áp phích tuyên truyền cho chương trình Chiêu hồi của Hoa Kỳ và Việt Nam Cộng hòa, trong đó dùng cụm từ "Việt gian Cộng sản"

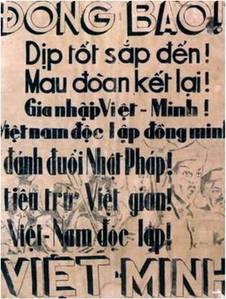
Truyền đơn của Việt Minh kêu gọi tiêu trừ Việt gian

Việt gian (Hán Nôm: 越奸) là một cụm từ miệt thị dùng để ám chỉ những người Việt Nam bị xem là phản quốc, làm tay sai cho ngoại bang, có những hành động đi ngược lại với quyền lợi dân tộc.
Cụm từ này đã tồn tại từ thời phong kiến, nhưng nó chính thức được Việt Minh sử dụng trong các văn bản pháp luật từ năm 1945 trở về sau để chỉ những người Việt cộng tác với thực dân Pháp. Các chủ trương của Việt Minh gồm có "tổ chức Việt Nam nhân dân cách mạng quân và võ trang dân chúng để thẳng tay trừng trị bọn Việt gian phản quốc" và "tịch thu tài sản của đế quốc Pháp, Nhật và bọn Việt gian phản quốc". Sau khi Cách mạng Tháng Tám thành công, Việt Minh đã thành lập những "Ban trừ gian" để tiêu diệt những thành phần bị họ xem là cộng tác với ngoại quốc gây phương hại đến độc lập dân tộc. Nhiều người trong số này bị Việt Minh xem là Việt gian, số còn lại bị xem là phản động. Ngày 20/1/1953, Chủ tịch Hồ Chí Minh ra sắc lệnh 133-SL "nhằm mục đích trừng trị các loại Việt gian, phản động và xét xử những âm mưu hành động phản quốc".
Từ "Việt gian" cũng được nhiều nhóm chính trị khác sử dụng để chỉ những cá nhân và tổ chức có quan điểm hay hành động mà họ cho rằng thân với ngoại quốc và phản lại dân tộc. Ví dụ, Chủ tịch Hồ Chí Minh sau ký Hiệp định sơ bộ với Pháp đã bị một số người thời đó gọi là Việt gian (sau đó Hồ Chí Minh đã giải thích rằng đó chỉ là kế hoãn binh nhằm mượn tay quân Pháp đuổi quân Trung Quốc về nước, sau đó chính phủ mới tập trung chống Pháp).
Trong thời kỳ chiến tranh Đông Dương lần thứ nhất và thứ hai (1946-1975), Chính phủ Quốc gia Việt Nam thân Pháp (và kế tục của nó là Việt Nam Cộng hòa thân Mỹ) đã gọi Việt Minh và những người chống lại họ là "Việt gian Cộng sản", bất kể đó có phải là người cộng sản hay không. Ngược lại, Việt Minh tố cáo Quốc gia Việt Nam và Việt Nam Cộng hòa mới thực sự là Việt gian.
Nhiều nhân vật lịch sử cũng bị nền sử học hiện nay cho là Việt gian như Trần Ích Tắc, Trần Kiện, Nguyễn Phúc Ánh Hoàng Cao Khải.
Tại An Giang, người dân truyền tụng những câu ca dao phê phán rất thẳng, rất gay gắt, chửi cả tông tộc nhà Nguyễn, từ vua khai quốc Gia Long đến vua cuối cùng Bảo Đại là "dòng Việt gian" vì hành động cầu viện ngoại xâm để giành ngôi vị
| “ | Bảo Đại là cháu Gia Long Là con Khải Định, là dòng Việt gian Gia Long cõng rắn cắn gà Giầy mả ông bà, Bảo Đại rước voi Ai ơi phải nhớ mấy lời Đừng cho kẻ hại giống nòi mọc lên. | ” |